# Josep Zaforteza Calvet
Josep Zaforteza Calvet (Palma, Mallorca, 1927) és un advocat, empresari i polític mallorquí.
Llicenciat en dret, el 1958 va fundar el bufet Zaforteza Abogados. Ha estat degà del Col·legi d'Advocats de Balears, president del Consell d'Administració de la Caixa d'Estalvis i Mont de Pietat de Balears i del Consell d'Administració d'Editora Balear, S.A, propietària de Diario de Mallorca.
A les eleccions generals espanyoles de 1979 fou escollit senador per la UCD per Mallorca. Ha estat president de la Comissió del Defensor del Poble del Senat d'Espanya. També és hereu universal dels drets d'autor de Llorenç Villalonga i de la seva Casa Museu. El seu bufet d'advocats defensa sovint casos de militants del Partit Popular.
Ha estat magistrat de la Sala Civil i Penal del Tribunal Superior de Justícia de les Illes Balears fins a la seva jubilació el 1998. El 2013 va enviar un escrit a la presidenta del Parlament de les Illes Balears, Margalida Durán Cladera, sol·licitant la modificació de l'Estatut d'Autonomia de les Illes Balears i la Llei de Normalització Lingüística de les Illes Balears, a fi de protegir les "modalitats lingüístiques insulars" enfront del català estàndard. En aquest sentit és president de la Fundació Jaume III. També s'ha atribuït l'autoria de les polèmiques cartes signades com a «Pep Gonella» publicades al Diario de Mallorca a partir del juny de 1972.